# ジェフコ空港
ロッキー・マウンテン・メトロポリタン空港（ Rocky Mountain Metropolitan Airport ）はアメリカ合衆国コロラド州デンバー市郊外、ブルームフィールドにあるゼネラル・アビエーション空港である。
ジェファーソン郡によって運営されており、州都デンバー市とボルダーのほぼ中間地点に位置している。ロッキー・マウンテン・メトロポリタン空港は688ヘクタールの広さがあり、3本の滑走路を有している。